# Alstroemeria pygmaea
Alstroemeria pygmaea este o specie de plante monocotiledonate din genul Alstroemeria, familia Alstroemeriaceae, descrisă de Herb.. Conform Catalogue of Life specia Alstroemeria pygmaea nu are subspecii cunoscute.